# Szotowa Góra
Szotowa Góra – kolonia w Polsce położona w województwie pomorskim, w powiecie chojnickim, w gminie Brusy.
W latach 1975–1998 miejscowość administracyjnie należała do województwa bydgoskiego.